# Sphenoidoptera marginalis
Sphenoidoptera marginalis är en tvåvingeart som först beskrevs av Camillo Rondani 1868.  Sphenoidoptera marginalis ingår i släktet Sphenoidoptera och familjen svävflugor. Inga underarter finns listade i Catalogue of Life.